# Єуд
Єуд (рум. Ieud) — комуна у повіті Марамуреш в Румунії. До складу комуни входить єдине село Єуд.
Комуна розташована на відстані 387 км на північ від Бухареста, 48 км на схід від Бая-Маре, 110 км на північний схід від Клуж-Напоки.

## Населення
За даними перепису населення 2002 року у комуні проживали 4223 особи, усі — румуни. Усі жителі комуни рідною мовою назвали румунську.
Склад населення комуни за віросповіданням:
| Релігія        | Кількість осіб | Відсоток |
| -------------- | -------------- | -------- |
| православні    | 3087           | 73,1%    |
| греко-католики | 1125           | 26,6%    |
| п'ятдесятники  | 7              | 0,2%     |
| римо-католики  | 4              | 0,1%     |

## Зовнішні посилання
- Дані про комуну Єуд на сайті Ghidul Primăriilor [Архівовано 12 лютого 2013 у Wayback Machine.]